# Espelo
Espelo is een Sallandse buurtschap met 370 inwoners (2012) en ligt ten westen van Neerdorp en Holten in de Nederlandse gemeente Rijssen-Holten, in de provincie Overijssel. De buurtschap heeft een eigen verenigingsgebouw, Het Trefpunt. Ook heeft de plaats een eigen lied.

## Geschiedenis
Mr. J.W. Racer, geboren op 1 juli 1736 te Delden en later gewoond hebbende in Oldenzaal, vermeldt in zijn Overijsselse gedenkstukken dat de naam Espeloo reeds wordt gevonden in een stuk uit het jaar 1188. Etymologen (beoefenaars van de woordafleidkunde) menen dat Espelo(o) "espenbos" betekent. Een esp is volgens Van Dale een ratelpopulier. Aldus wordt ook de naam Espel in de Noordoostpolder verklaard. Espelo behoorde evenals Helhuizen (vaak aangeduid als de Hel) tot de marke van Holten. Een rasechte Holtenaar noemt Espelo gemakshalve Splo en hun inwoners Sploders.
Enkele historische data:
10 juni 1613 bepaalde de markevergadering, dat "de pachters to Espeloe und in die Hell is toegelaeten twie dachwerk alle jaer schelltorff to stecken, und dat ut oersaecken syluiden wit (=wijd, ver) vant veene geseeten sind."
18 februari 1756 heeft men hier alsmede op veel plaatsen een ligte schudding of aerbevinge gevoeld.
2 april 1761 werd gepubliceerd, dat "elk en een ieder zal hebben zorge te dragen dat door het vhee geen de minste schaade aan de zandhaver in de zandstuyven te Espeloo en Winkelaarveen worde toegebragt, op verbeurte der boeten daartegen gestatueerd."
8 augustus 1765 krachtens een markebesluit van deze datum was het de niet tot de marke behorende personen verboden "eenige schadden in het rouwe veld, in Espelo gelegen, te steeken op verbeurte van een boete van 10 goudguldens."
4 maart 1784 zijn er twee dijkdoorbraken geweest.
18 augustus 1796 werd het noodzakelijk geacht "de zandstuyve tussen Holten en Espelo desselfs voortgang te beletten." Er werd "braam gezaayt" en ook werden "rysen" gelegd. In 1827 - werden de zandverstuivingen gestuit door in de Helhuizen zandhaver te zaaien. Twee jaar later werd aan Jan Willem Krikkink op erve Braakman grond afgestaan om hem in de gelegenheid te stellen zelf maatregelen te nemen om de verstuivingen te kunnen tegengaan.
21 september 1815 werd besloten dat "er niemand in het Espeloder Broek mag mudden (=baggeren), op een boete van 7 gulden. Hiervoor kwamen de "zandstuyven" al ter sprake.

## Records
De inwoners hebben het al meerdere keren gepresteerd om bijzondere records op naam te krijgen, zoals het grootste paasvuur van de wereld (45,98 meter hoog; 8 april 2012), de grootste sneeuwpop van de Benelux en het wereldrecord hooivorkgooien.

## Feesten en evenementen
Espelo staat regionaal bekend om zijn feesten. Zo vindt er ieder jaar in de maand juni het Sploder Feest plaats. De Achterhoekse rockband Normaal heeft er vaak optredens verzorgd.
Jaarlijks vindt er een rundvee fokveedag plaats.

## Geboren bekende Nederlanders
De buurtschap had tot de zomer van 2015 een eigen basisschool, de Bosschool. In het aansluitende woonhuis zijn de cineast Bert Haanstra en zijn broer Johan geboren, wier vader het hoofd van de school was.